# Goualade
Goualade ist eine französische Gemeinde mit 107 Einwohnern (Stand: 1. Januar 2022) im Département Gironde in der Region Nouvelle-Aquitaine. Sie gehört zum Kanton Le Sud-Gironde und zum Arrondissement Langon. 
Sie grenzt im Westen an Escaudes (Berührungspunkt), im Nordwesten an Lerm-et-Musset, im Nordosten an Marions, im Osten an Saint-Martin-Curton, im Südosten und im Süden an Saint-Michel-de-Castelnau und im Südwesten an Giscos.

## Bevölkerungsentwicklung
| Jahr      | 1962 | 1968 | 1975 | 1982 | 1990 | 1999 | 2008 | 2015 |
| --------- | ---- | ---- | ---- | ---- | ---- | ---- | ---- | ---- |
| Einwohner | 192  | 152  | 115  | 79   | 76   | 77   | 83   | 103  |

## Sehenswürdigkeiten
- Schäferei-Gebäude, erbaut im 18./19. Jahrhundert, seit 1992 als Monument historique ausgewiesen
- Kirche Saint-Antoine, seit 1925 Monument historique

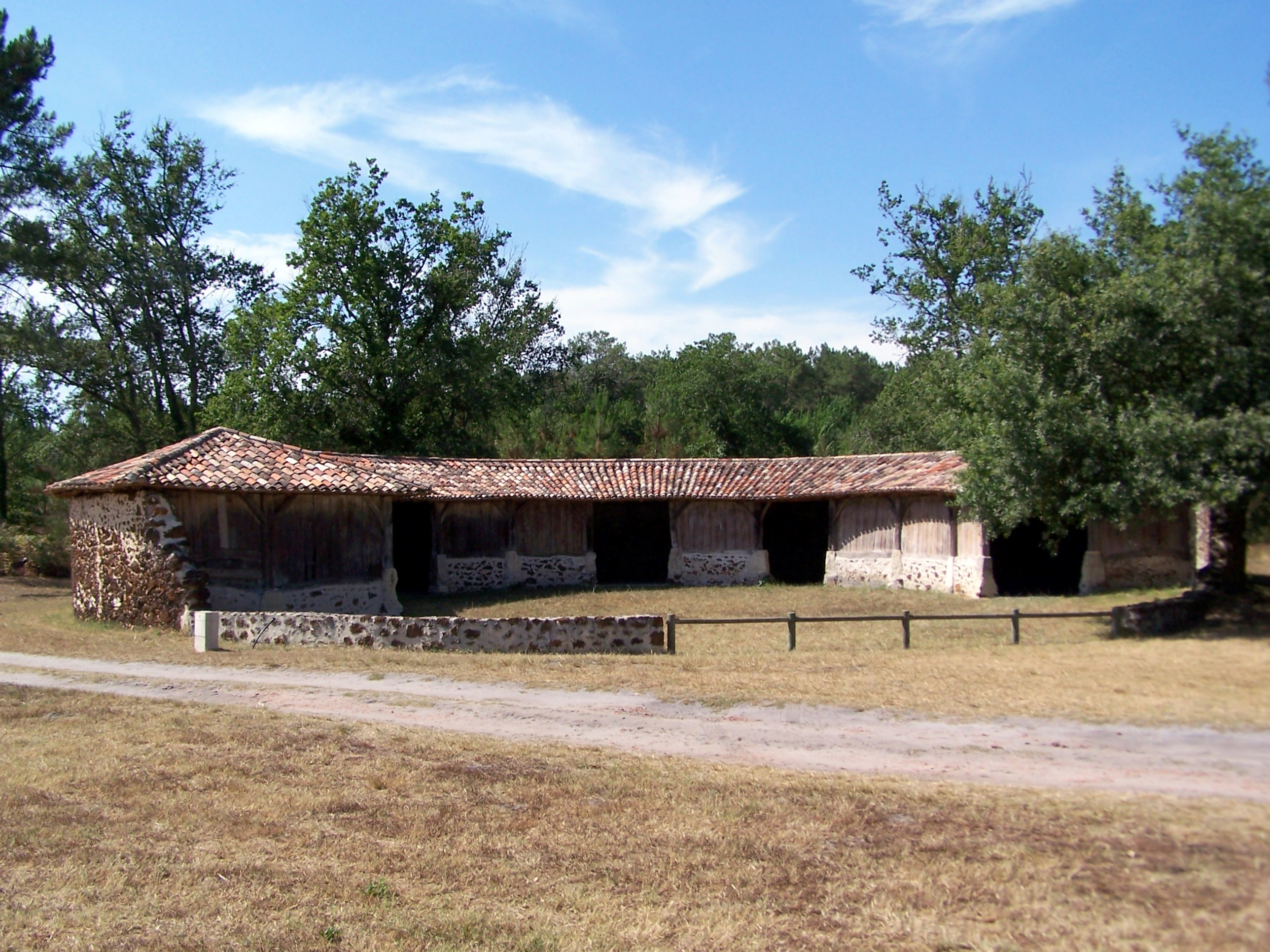
Das Schafzucht-Gebäude bei Goulade
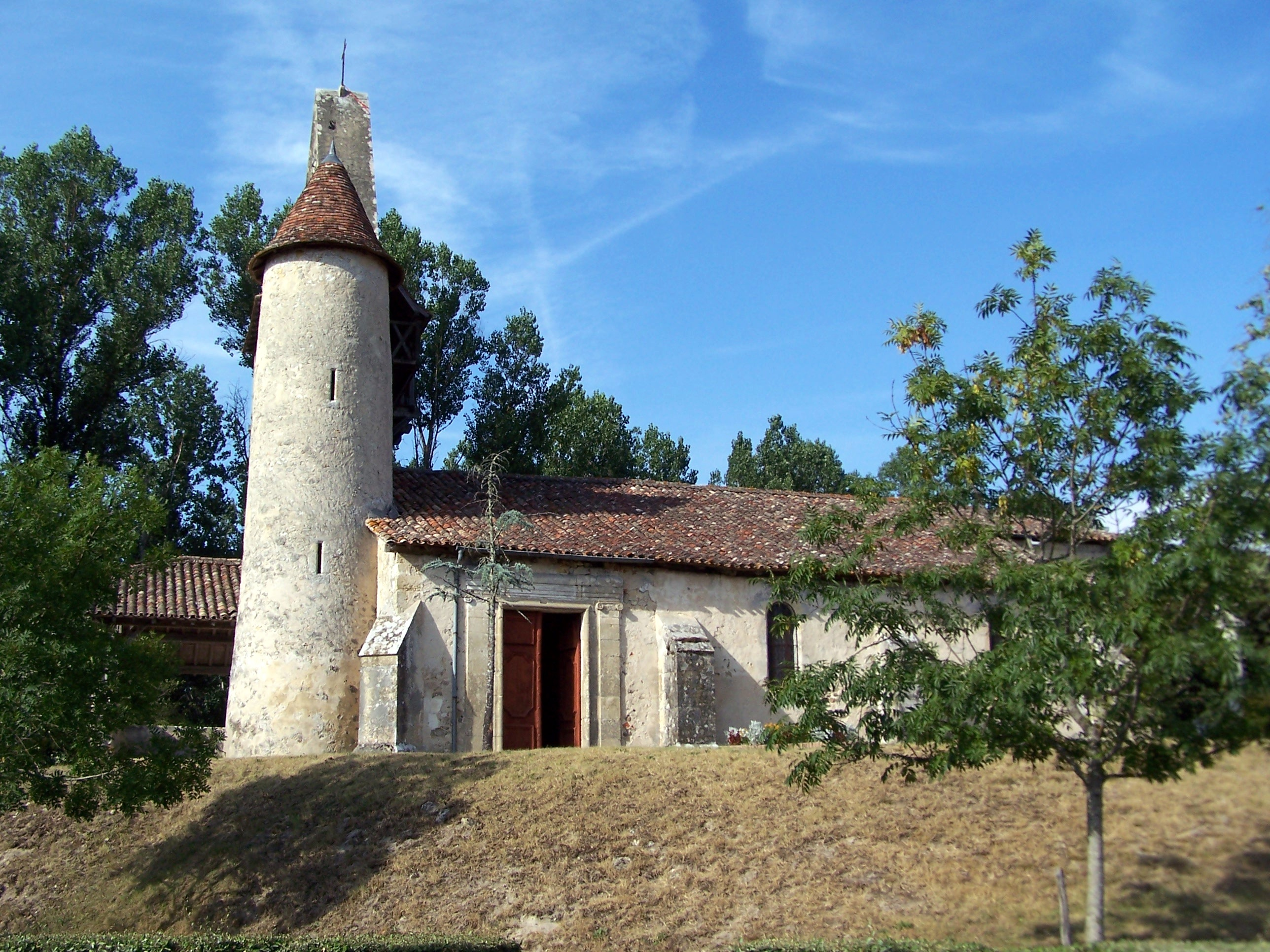
Kirche Saint-Antoine